# Rocce Fourioun
Le rocce Fourioun sono una montagna delle alpi Cozie, situata tra la provincia di Cuneo e la regione francese Provenza-Alpi-Costa Azzurra, sulla cresta nord del Monviso. Presentano tre punte principali, delle quali la più elevata raggiunge la quota di 3153 m.

## Caratteristiche
Le rocce Fourioun sono costituite da un lungo tratto di cresta a nord del Monviso, compreso tra la sommità del coulour bianco, che le separa dalla punta Venezia, ed il colle delle Traversette. Presentano tre punte principali, la più elevata delle quali ha una quota di 3153 m. Questa punta è detta dai francesi pointe de Marte, e sulle carte francesi è indicata con una quota di 3152 m.
Secondo Michelangelo Bruno (citato in PARODI, 2007), il nome significa "grosso foro", e si riferirebbe al vicino buco di Viso.
La prima ascensione documentata fu effettuata verso la metà del XIX secolo, durante le campagne di rilevamento topografico del Regno di Sardegna che portarono alla realizzazione della "Carta degli Stati di S. M. il Re di Sardegna".
Su alcune relazioni il nome è indicato come Fourion.

## Ascensione
La via normale si sviluppa dal colle delle Traversette (2950 m). Da qui si risale in cresta verso sud seguendo tracce di sentiero, con alcuni facili tratti di arrampicata (massimo II grado). In poco meno di un'ora si raggiunge la punta più elevata.
Il colle delle Traversette è raggiungibile con diversi percorsi:
- dal pian del Re, con il sentiero V16[3]
- dal rifugio Giacoletti, passando per il sentiero del postino e congiungendosi poi al sentiero V16[4]
- dal rifugio Viso, in Francia, salendo verso il buco di Viso[1]
- dal rifugio Granero per il passo Luisàs

Il tratto dal colle delle Traversette alla vetta presenta difficoltà alpinistiche, valutate in F; l'avvicinamento al colle delle Traversette ha difficoltà E per tutti i percorsi.

### Cartografia
- Cartografia ufficiale dell'Istituto Geografico Militare in scala 1:25.000 e 1:100.000, consultabile on line
- Sistema Informativo Territoriale della provincia di Cuneo, su base cartografica 1:10.000
- Istituto Geografico Centrale, carte dei sentieri n.6 "Monviso" (scala 1:50.000) e n.106 "Monviso-Sampeyre-Bobbio Pellice" (scala 1:25.000)